# Pfarrkirche Ried am Riederberg

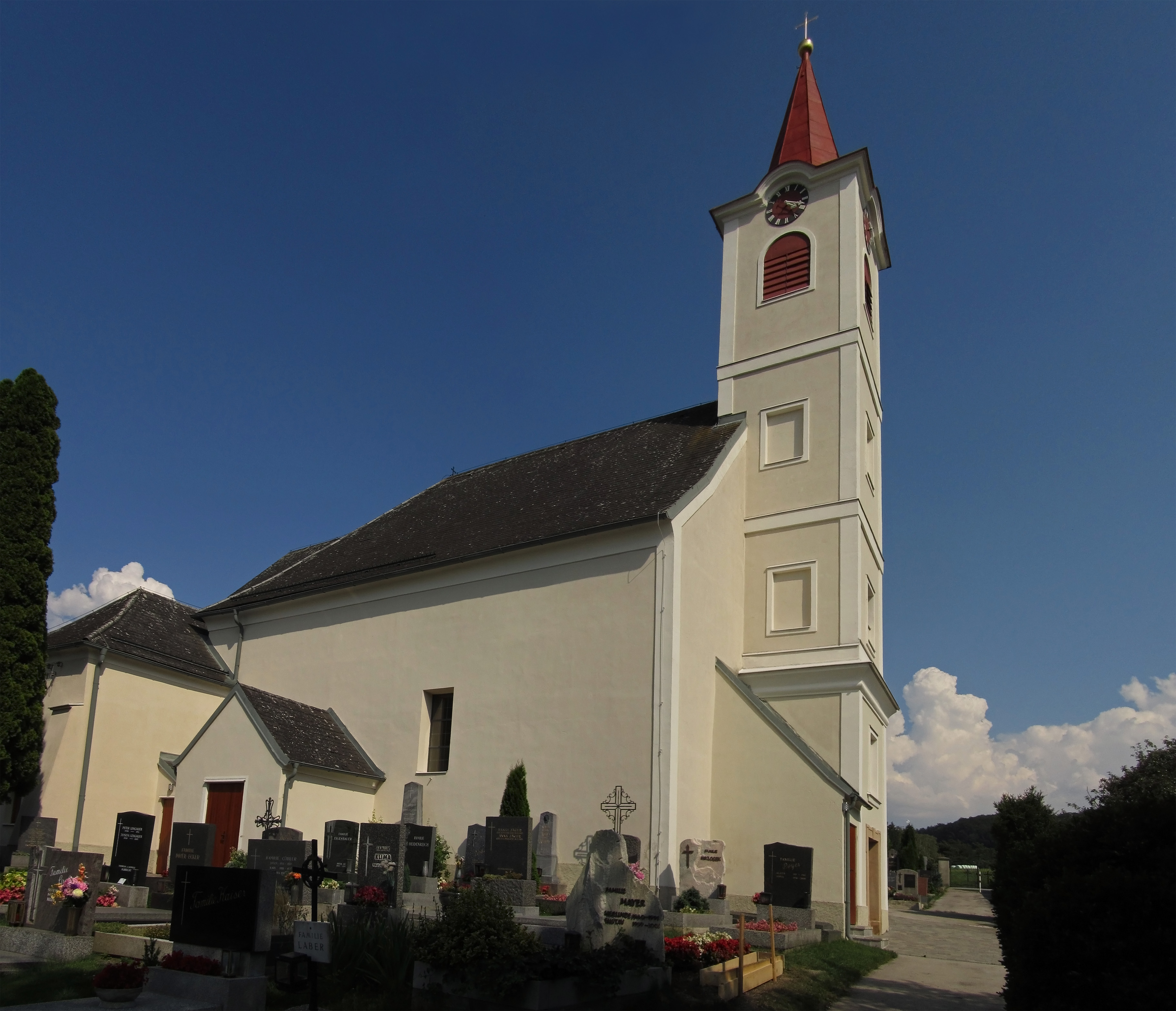
Katholische Pfarrkirche hl. Johannes der Täufer in Ried am Riederberg

Die Pfarrkirche Ried am Riederberg steht in erhöhter Lage in der Ortschaft Ried am Riederberg in der Marktgemeinde Sieghartskirchen im Bezirk Tulln in Niederösterreich. Die auf den heiligen Johannes der Täufer geweihte römisch-katholische Pfarrkirche gehört zum Dekanat Tulln in der Diözese St. Pölten. Die Kirche steht unter Denkmalschutz (Listeneintrag). 

## Geschichte
Die Pfarre wurde 1211 durch Hadmar von Kuenring gegründet. Seit 1529 eine Filiale der Pfarrkirche Sieghartskirchen. Ab 1548 zur Herrschaft Rappoltenkirchen gehörig. 1784 wurde die Pfarre neu errichtet. Der Kirchenneubau erfolgte 1826.

## Architektur
Die schlichte Saalkirche mit einem Fassadenturm ist von einem Friedhof umgeben.
Das vierjochige Langhaus hat Rechteckfenster, der eingezogene halbkreisförmig schließende Chor hat Rundbogenfenster. Der viergeschoßige Fassadenturm hat Blendfenster, rundbogige Schallfenster und Uhrengiebel und trägt einen eingezogenen achtseitigen Pyramidenhelm. Nordseitig am Chor ist eine Sakristei und südseitig am Chor ein Beichtraum angebaut. Nördlich am Langhaus ist ein Portalvorbau.
Das Kircheninnere zeigt sich als vierjochiges Langhaus unter Platzlgewölben auf Gurtbögen auf profilierte Gesims auf Pilaster, der einjochige platzlgewölbte Chor hat eine Apsiskonche. Die Westempore steht auf Rundbogenarkaden. Das Turmerdgeschoß ist kreuzgratgewölbt.
Die Glasmalerei hl. Leopold und Kelch ist aus dem Ende des 19. Jahrhunderts.

## Ausstattung
Der Hochaltar als Rundbogenretabel mit seitlichen Pilastern um 1825 wurde aus der Pfarrkirche Hürm hierher übertragen, er zeigt das Altarbild Geburt des Johannes der Täufer. Die Seitenaltäre als neobarocke Säulenretabel aus dem Ende des 19. Jahrhunderts tragen links die Statue Muttergottes mit Christuskind und Zepter und rechts die Statue hl. Josef.
Die Orgel baute Joseph Aloys Gatto der Jüngere 1825.